# 高似孙
高似孫（1158年—1231年），字續古，號疏寮，一作蔬寮，兩浙東路鄞縣（今浙江寧波）人。方志學家和目錄學家。
祖父高開。父高文虎，官中書舍人。高文虎娶太學生周世修之長女，生高似孫。由於家境饒富，高家勤於蒐集各類文物。高似孫生於紹興二十八年（1158年）二月初三日，自幼穎悟嗜學，讀書過目成誦，“读书以奥僻为博，以怪诞为奇。”似孫曾竊窺程大昌之《演繁露》而著《繁露詰》。南宋孝宗淳熙十一年（1184年）進士，歷任紹興府會稽縣主簿，樓鑰稱其“夙有俊聲，能傳家學，詞章敏瞻，吏道通明”，慶元五年（1199年），官秘書省校書郎，慶元黨禁時，著《道學之圖》，又獻“九錫詩”為韓侂冑祝壽，為士林所不齒。慶元六年（1200年），出倅徽州通判。嘉泰三年（1203年）知信州，被劾“倅徽陵轢，守喪寓居，干擾郡政”。開禧二年（1206年）四月知嚴州。嘉定元年（1208）二月，在知江陰軍任上，被傅伯成劾諂事韓侂冑，被追降五官。嘉定十六年（1223年）任秘書郎，嘉定十七年（1224年），為朝議大夫，除秘書省著作郎。
寶慶元年（1225年），以禮部侍郎知處州時，因挾妓被抨擊，貪酷尤甚。升遷為中大夫，任建康提舉，進崇禧觀祠祿。晚年遷居於越（今浙江嵊縣）。紹定四年（1231年）十月十五日，卒，年七十三。贈通議大夫。著有《子略》四卷、《史略》六卷、《緯略》一卷、《騷略》三卷、《蟹略》四卷、《剡錄》十卷（《剡錄》是嵊縣第一部縣志）、《硯箋》四卷、《文選句圖》一卷、《文苑英華鈔》四卷、《刪定桑世昌蘭亭考》十二卷等書。高氏父子因政治因素，著述不受重視，多有散佚，其學術成就也多被輕視。例如《史略》一書久佚，日本則藏有宋本。

## 家庭

### 子孙
- 高历
  - 高参